# Vitry-en-Montagne
Vitry-en-Montagne là một xã thuộc tỉnh Haute-Marne trong vùng Grand Est đông bắc nước Pháp. Xã này nằm ở khu vực có độ cao trung bình 353 mét trên mực nước biển.